# Vermasjärvi
Vermasjärvi eller Vermaanjärvi är en sjö i Finland. Den ligger i kommunen Virdois i landskapet Birkaland, i den sydvästra delen av landet, 240 km norr om huvudstaden Helsingfors. Vermasjärvi ligger 124,4 meter över havet. I omgivningarna runt Vermasjärvi växer i huvudsak blandskog. Den är 14 meter djup. Arean är 3,62 kvadratkilometer och strandlinjen är 26,31 kilometer lång. Sjön  ingår i Kumo älvs huvudavrinningsområde. 